# Неманя Радоя
Неманя Радоя (серб. Немања Радоја, нар. 6 лютого 1993, Новий Сад, Сербія) — сербський футболіст, захисник команди «Леванте».
12 серпня 2014 року уклав п'ятирічну угоду із іспанською командою «Сельта».